# Dirk Hayhurst
Dirk Von Hayhurst, né le 24 mars 1981 à Canton, Ohio, est un lanceur droitier de baseball américain, également écrivain. Il joue dans la Ligue majeure de baseball en 2008 et 2009.

## Carrière de joueur
Joueur évoluant à l'université d'État de Kent, Dirk Hayhurst est repêché par les Padres de San Diego au 8e tour de sélection en 2003. Il fait ses débuts dans le baseball majeur le 23 août 2008 avec San Diego, jouant 10 parties durant la saison, dont 7 comme lanceur de relève. Il perd ses deux décisions. Réclamé au ballottage par les Blue Jays de Toronto le 6 octobre 2008, il apparaît dans 15 parties de cette équipe durant la saison 2009 et affiche une moyenne de points mérités de 2,78 en 22 manches et deux tiers lancées. Il rate toute la saison 2010 après une opération à l'épaule droite.
En 2011, Hayhurst joue en ligues mineures avec les Bulls de Durham de la Ligue internationale, un club-école des Rays de Tampa Bay de la Ligue majeure.
Il est libéré par les Rays le 29 août 2011. Il doit rejoindre l'équipe de Nettuno en Italie mais doit rentrer aux États-Unis au printemps 2012 pour des raisons personnelles.

## Carrière d'écrivain
Dirk Hayhurst a publié deux livres : The Bullpen Gospels (Kensington Books, 2010) et Out Of My League (Citadel Press, 2012). Ces ouvrages traitent des aléas d'un vétéran des ligues mineures et des difficultés rencontrées par les joueurs de ce niveau ayant de modestes espoirs d'atteindre le baseball majeur. The Bullpen Gospels atteint la 19e position de la liste des best-sellers du New York Times et demeure sur le palmarès pendant 7 semaines.
En parallèle à sa carrière de joueur de baseball, Hayhurst écrit pour The Repository (en), un quotidien de sa ville natale de Canton, en Ohio et rédige le blog « Non-prospect Diary » pour Baseball Prospectus.